# François Mitterrand
François Maurice Adrien Marie Mitterrand (IPA: [fʁɑ̃swa mitɛʁɑ̃]; Jarnac, 26 ottobre 1916 – Parigi, 8 gennaio 1996) è stato un politico e partigiano francese.
È stato presidente della Repubblica francese per due mandati consecutivi, dal 21 maggio 1981 al 17 maggio 1995.
Agente contrattuale sotto il regime di Vichy e partigiano, è stato undici volte ministro sotto la Quarta Repubblica, incluso Ministro dei veterani e delle vittime della guerra, Ministro della Francia d'oltremare, Ministro dell'Interno e Ministro della giustizia. È stato membro del Parlamento dal 1946 al 1958, senatore dal 1959 al 1962, e di nuovo deputato dal 1962 al 1981. Il caso dell'Osservatorio lo ha tenuto lontano dalla politica per un po'.
Contro il ritorno del generale de Gaulle al potere, affronta quest'ultimo nelle elezioni presidenziali del 1965, perdendo nel secondo turno. Nel 1971, divenne primo segretario del Partito Socialista, creato alla fine del congresso di Épinay. Candidato dell'Unione della Sinistra alle elezioni presidenziali del 1974, viene battuto al secondo turno da Valéry Giscard d'Estaing.
Sostenuto dal Partito Socialista e forte di un vasto programma elettorale, ha vinto le elezioni presidenziali del 1981 contro Valéry Giscard d'Estaing, presidente uscente. Il primo socialista a ricoprire la presidenza della Repubblica sotto la Quinta Repubblica, ha votato in particolare per abolire la pena di morte, una serie di misure sociali ispirate al programma comune, avviato e realizzato un ingente quantità di opere pubbliche - soprattutto i Grands Projets - e ha poi optato per la "svolta decisiva". Con la "dottrina Mitterrand", si impegna a non estradare in Italia gli ex terroristi di estrema sinistra. Dopo la sconfitta della sinistra nelle elezioni legislative del 1986, nominò Jacques Chirac a capo del governo, inaugurando la prima coabitazione.
Nel 1988 è stato rieletto Presidente della Repubblica contro Jacques Chirac. Il suo secondo Settennato fu segnato dall'impegno militare della Francia nella Guerra del Golfo, dall'adozione del Trattato di Maastricht, dalla seconda coabitazione (con Édouard Balladur), dal declino della popolarità, dalle rivelazioni sul suo passato e il declino della salute.
Ha ricoperto tale carica più a lungo di chiunque altro nella V Repubblica, quattordici anni (come lui furono eletti due volte anche Charles de Gaulle, che però si dimise prima di completare il secondo mandato, e Jacques Chirac sotto la cui presidenza però la durata dell'incarico fu ridotta a cinque anni, per cui svolse un primo mandato settennale e un secondo quinquennale). Colpito da un cancro alla prostata nel 1995, morì pochi mesi dopo aver lasciato l'Eliseo.

## Biografia

### Famiglia e vita privata
Il nonno di François, Gilbert Théodose Mitterrand (1844–1920) era capostazione a Jarnac, figlio di un guardiano del canale di Berry (ad Audes nel dipartimento Allier), Charles Mitterrand (1810–1886) e cattolico praticante. Sua nonna paterna, Pétronille Zelma Laroche (1848–1897) era originaria del Limosino, e proveniva da una famiglia di piccoli dipendenti pubblici di Séreilhac vicino a Limoges. Suo padre Gilbert Félix Joseph Mitterrand (1873–1946), nato a Limoges, era un ingegnere della Compagnie du chemin de fer de Paris à Orléans, poi nel 1919 si trasferì a Jarnac per assumere la gestione della fabbrica di aceto del suo patrigno, diventando in seguito presidente della federazione nazionale dei sindacati dei produttori di aceto. Sua madre, Marie Gabrielle Yvonne Lorrain (1880–1936), appartenente a una famiglia di tradizione repubblicana, era figlia di Jules Lorrain (1853-1937), commerciante di vino e acquaviti e consigliere comunale di Jarnac (e nipote in matrimonio con il ministro Léon Faucher). François è il quinto di una famiglia di otto figli. Ha tre fratelli: Robert (1915-2002), politecnico e direttore aziendale; Jacques (1918-2009), generale dell'aeronautica; Philippe (1921-1992), contadino ed ex sindaco di Saint-Simon in Charente e quattro sorelle: Marie-Antoinette (1909-1999), Marie-Josèphe (1912-1997), Colette (1914-2004) e Geneviève (1919-2006).
Dal suo matrimonio nel 1944 con Danielle Émilienne Isabelle Gouze, presidentessa della Fondation France-Libertés, ha avuto tre figli: Pascal (luglio 1945 - settembre 1945), Jean-Christophe (1946) e Gilbert (1949), sindaco di Libourne, ed ex-deputato della Gironda. Dalla sua relazione extra-coniugale con Anne Pingeot, conservatrice nei musei statali, ha avuto nel 1974 la figlia Mazarine Pingeot, scrittrice. François Mitterrand è lo zio di Frédéric Mitterrand. La sorella della moglie Danielle è la produttrice Christine Gouze-Rénal, che ha sposato l'attore Roger Hanin molto attivo in Italia negli anni cinquanta e sessanta.

### Primi anni
Il padre, capostazione, una volta lasciate le ferrovie rilevò l'attività imprenditoriale messa in piedi dal suocero e divenne produttore di aceto (fu anche presidente di una federazione sindacale di produttori). Il giovane Mitterrand cresce in un ambiente provinciale e borghese, di solide tradizioni cattoliche e tradizionaliste. Fino alla prigionia, sarà un cattolico praticante.
François Mitterrand svolge dal 1925 al 1934 i suoi studi medi e superiori al collège Saint-Paul di Angoulême, quindi si trasferisce a Parigi presso l'Istituto dei padri Maristi a rue de Vaugirard. Nel 1936 si laurea in lettere e nel luglio 1937 si diploma all'École libre des sciences politiques, la futura Sciences Po. Sempre nel 1937, consegue il diploma di studi superiori in diritto pubblico. È un lettore insaziabile, e alla sua passione per gli scrittori dal XVI al XIX secolo e per i saggi storici si aggiunge ben presto uno sviscerato amore per i libri d'antiquariato, di cui fino alla fine dei suoi giorni sarà grande collezionista.
Tra il 1935 e il 1936 milita con i volontari nazionali del tenente colonnello François de La Rocque. Non lo segue però nell'avventura del Parti social français, il primo partito di massa di destra in Francia, e si dice "costernato" quando ascolta i suoi discorsi. Svolge tra il 1937 e il 1939 il servizio militare nella fanteria coloniale. Nel settembre 1939, all'inizio della seconda guerra mondiale, è nominato sergente e viene inviato sulla linea Maginot in prossimità di Montmédy. Una voce diffusa lo vuole arruolato nella Cagoule, la milizia di estrema destra filofascista, ma in realtà non ne fu mai un membro.

### Seconda guerra mondiale
Il 14 giugno 1940, dopo essere stato ferito, è fatto prigioniero. Durante la permanenza nei campi di prigionia, in particolare lo Stalag IXA situato a Ziegenhain (oggi Trutzhain, frazione del comune di Schwalmstadt vicino a Kassel, in Germania) le sue posizioni politiche evolvono in seguito ai suoi incontri con prigionieri di ogni classe sociale, e con una organizzazione interna al campo molto diversa da quanto poteva aver visto in gioventù.
Dopo due tentativi falliti di evasione, in marzo e novembre 1941, riesce infine ad evadere il 10 dicembre 1941 e ritorna in Francia, stabilendosi nella zona non occupata.
Lavora, non come funzionario ma con un contratto a tempo determinato, per la nuova forma di Stato che ha sede a Vichy. Da gennaio ad aprile 1942 presso la Légion française des combattants et des volontaires de la révolution nationale, e dal giugno 1942 al Commissariato per il reinquadramento dei prigionieri di guerra, dal quale si dimetterà nel gennaio 1943. Nel dicembre 1942 Mitterrand scrive nel giornale ufficiale di Vichy France, revue de l'État nouveau:
Successivamente entra a far parte della Resistenza francese, conservando le sue mansioni presso l'amministrazione di Vichy. Una volta eletto presidente della Repubblica, ogni anno, e fino al 1992, Mitterrand deporrà una corona di fiori sulla tomba del maresciallo Pétain, non in omaggio al capo del governo di Vichy, ma per l'eroe francese della prima guerra mondiale; nella primavera del 1943 è decorato dell'ordine della Francisque, una distinzione onorifica del regime di Vichy.
Jean-Pierre Bloch, capo della sezione non militare del Bureau central de renseignement et d'action (BCRA, servizi segreti della France libre) dal 1942 al 1943 e quindi commissario aggiunto agli Interni, decorato con la Legion d'onore, compagno della Liberazione, spiega nel 1969 in De Gaulle ou le temps des méprises:
È da sottolineare che presso l'amministrazione di Vichy lavorarono numerosi personaggi che diverranno delle personalità della Quinta Repubblica francese. Le funzioni di Mitterrand, oltre a essere marginali, non comportavano rapporti diretti o indiretti con i nazisti. Lo stesso De Gaulle da Londra aveva dato la consegna ai suoi simpatizzanti rimasti in Francia di continuare a lavorare anche sotto la nuova forma di Stato.

### Combattente della Resistenza
Dall'estate del 1943 entra in clandestinità e diventa l'obiettivo della Gestapo e della Milizia. Già dalla primavera 1942, sotto l'influenza di alcuni ex prigionieri di guerra evasi (Max Varenne e Guy Fric), aveva cominciato a mutare atteggiamento nei confronti della Rivoluzione nazionale. Partecipa alle riunioni del castello di Montmaur, il 12 giugno e il 15 agosto 1942, che gettano le prime basi della Resistenza attiva all'occupante. Con il nome in codice "Morland" parte per Londra il 15 novembre 1943, poi si reca ad Algeri, dove è ricevuto, sia pure freddamente, dal generale De Gaulle, e dal generale Giraud. Dopo un secondo passaggio a Londra, ritorna il 24 febbraio 1944 in Francia per dirigere il Mouvement national des prisonniers de guerre et déportés (Movimento nazionale dei prigionieri di guerra e deportati). Secondo i suoi racconti, è stato lui stesso ad organizzare questo movimento con i suoi compagni mentre lavorava ufficialmente per lo Stato di Vichy. Nell'agosto 1944 raggiunge Parigi liberata dall'Occupante.

## Carriera politica

### Governo provvisorio
Nell'agosto 1944, Mitterrand fa parte dell'effimero governo dei segretari generali insediato a Parigi su designazione del generale De Gaulle prima dell'installazione del governo provvisorio, dal quale sarà tuttavia escluso. Messo in disparte, si dedicherà all'attività pubblicistica. Il 27 ottobre 1944 sposa Danielle Gouze, figlia di un preside di scuola media. Nel febbraio 1946 aderisce all'UDSR (l'unione democratica e socialista della Resistenza), di cui sarà presidente dal 1953 al 1965 e che gli offrirà un primo laboratorio politico. Nel giugno 1946 partecipa alle elezioni per la seconda Assemblea costituente, ma non è eletto.

### Quarta Repubblica
Nel novembre 1946 è eletto deputato della Nièvre. Nel 1947 François Mitterrand diventa il più giovane ministro francese con l'incarico degli Anciens Combattants nel governo del socialista Paul Ramadier. Negli anni successivi sarà undici volte ministro. Nel 1950 René Pleven lo nomina ministro della Francia d'Oltremare. Cerca di migliorare le sorti degli africani, ancora sottomessi ad un regime molto duro. I gollisti lo attaccano duramente. Rimane comunque sostenitore del mantenimento di tutte le colonie. Nel 1953 diventa ministro delegato al Consiglio Europeo, ma si dimette rapidamente per la sua ostilità alla repressione svolta in Tunisia. Ma desidera anche per questo paese e per l'Indocina una politica più liberale.
Nel 1954 è nominato ministro dell'Interno nel governo Pierre Mendès-France. Il 5 novembre di quell'anno, all'Assemblea nazionale, mentre scoppiano i primi conflitti della guerra d'Algeria, dichiara che «la ribellione algerina può avere un solo stadio finale: la guerra». In accordo con il presidente del Consiglio, fonde la polizia di Algeri con quella di Parigi con lo scopo di impedire l'utilizzo della tortura. Nel 1956 è nominato guardasigilli nel governo di Guy Mollet.
Nel settembre 1958 chiede di votare no al referendum sulla Costituzione della Quinta Repubblica, che è adottata e quindi promulgata il 4 ottobre 1958. In quella occasione Mitterrand paragona Charles De Gaulle a un nuovo dittatore. François Mitterrand non è rieletto alle elezioni legislative del 30 novembre 1958, e per breve tempo esercita la professione di avvocato.

### Quinta Repubblica

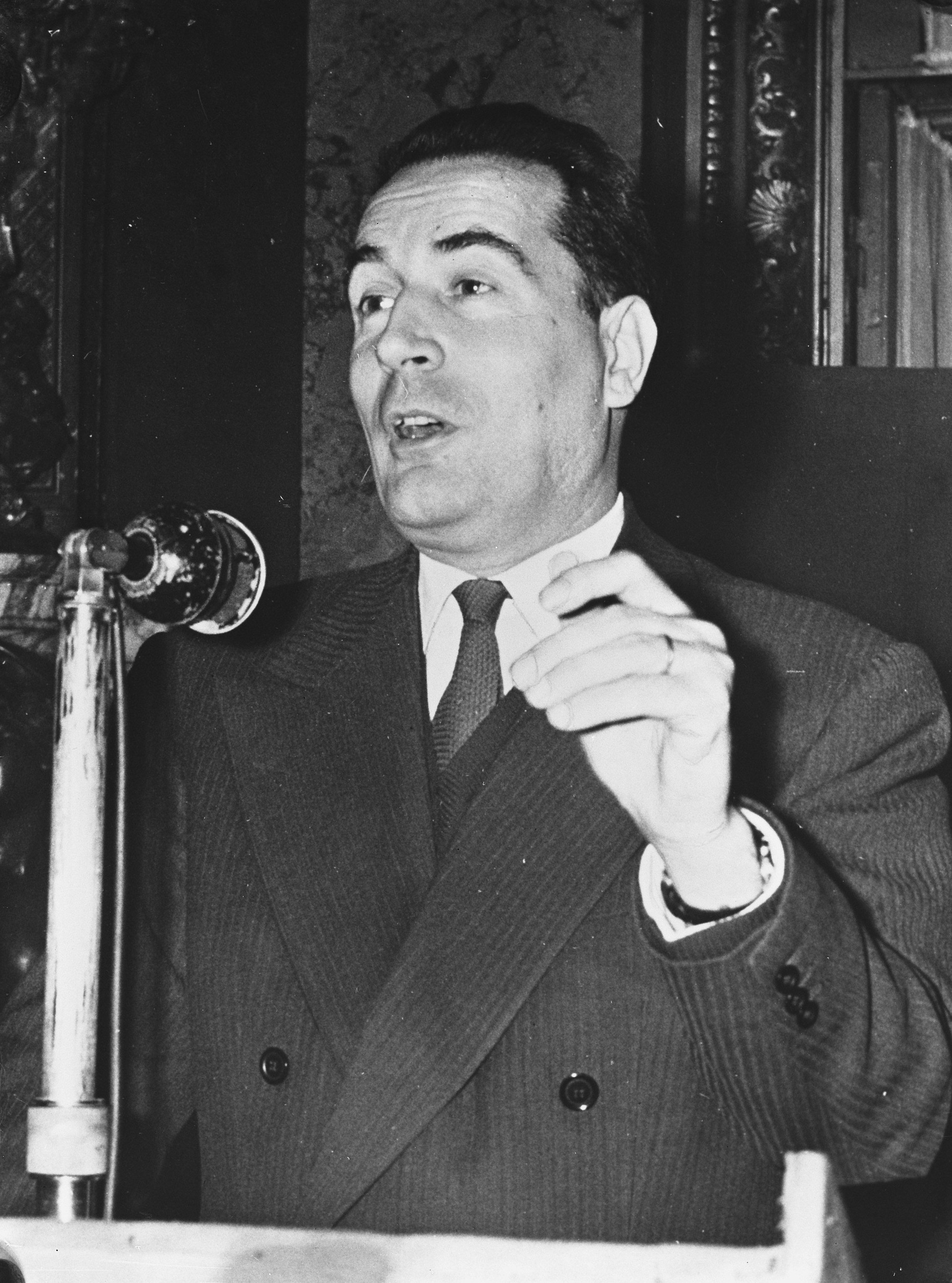
François Mitterrand nel 1959.

Nel marzo 1959 è eletto sindaco di Château-Chinon (lo resterà fino al maggio 1981), in tale veste stringe il gemellaggio tra la sua città e quella di Cortona, in Toscana, dalla quale riceverà la cittadinanza onoraria e che visiterà più volte, anche da presidente della Repubblica in seguito è eletto senatore della Nièvre. Deve subire due umiliazioni pesantissime, cui porterà le tracce per tutta la vita. Nel 1959 chiede la tessera del Partito Socialista Autonomo (PSA), una nuova formazione politica promossa da personalità fuoriuscite dalla SFIO come Michel Rocard soprattutto perché in disaccordo con i cedimenti di Guy Mollet nei riguardi di De Gaulle, alla quale aderisce l'ex presidente del consiglio radicale Pierre Mendès France. Ma la richiesta d'iscrizione è respinta a larga maggioranza, e da allora fino al 1964 Mitterrand è un "senza partito".
La notte del 15 ottobre 1959 all'avenue de l'Observatoire a Parigi, non lontano dalla sua abitazione, è vittima di un'imboscata. Nei giorni precedenti, l'OAS aveva minacciato degli attentati ai danni di numerosi esponenti del precedente regime politico. L'automobile di Mitterrand è colpita da sette pallottole, ma l'ex ministro riesce a darsi alla fuga prima della scarica di mitragliatrice. Nei giorni successivi, una serie di rivelazioni-bomba dello stesso attentatore, un ex deputato gollista trasmigrato all'estrema destra, fanno cadere su di lui il sospetto (mai provato) che si tratti di un falso agguato e che egli stesso ne sia il promotore. A parte le isolate manifestazioni di solidarietà di Pierre Mendès France e di François Mauriac, la riprovazione del mondo politico è quasi unanime. In conseguenza, il procuratore della Repubblica di Parigi richiede l'autorizzazione a procedere per il reato di oltraggio a magistrato, che il Senato accorda a larghissima maggioranza. L'imputazione è successivamente cancellata da un'amnistia, tuttavia Mitterrand dovrà attraversare una breve stagione di amarezze, subendo anche l'abbandono di amici e sostenitori. La tesi del falso agguato sarà successivamente smentita dallo stesso attentatore.

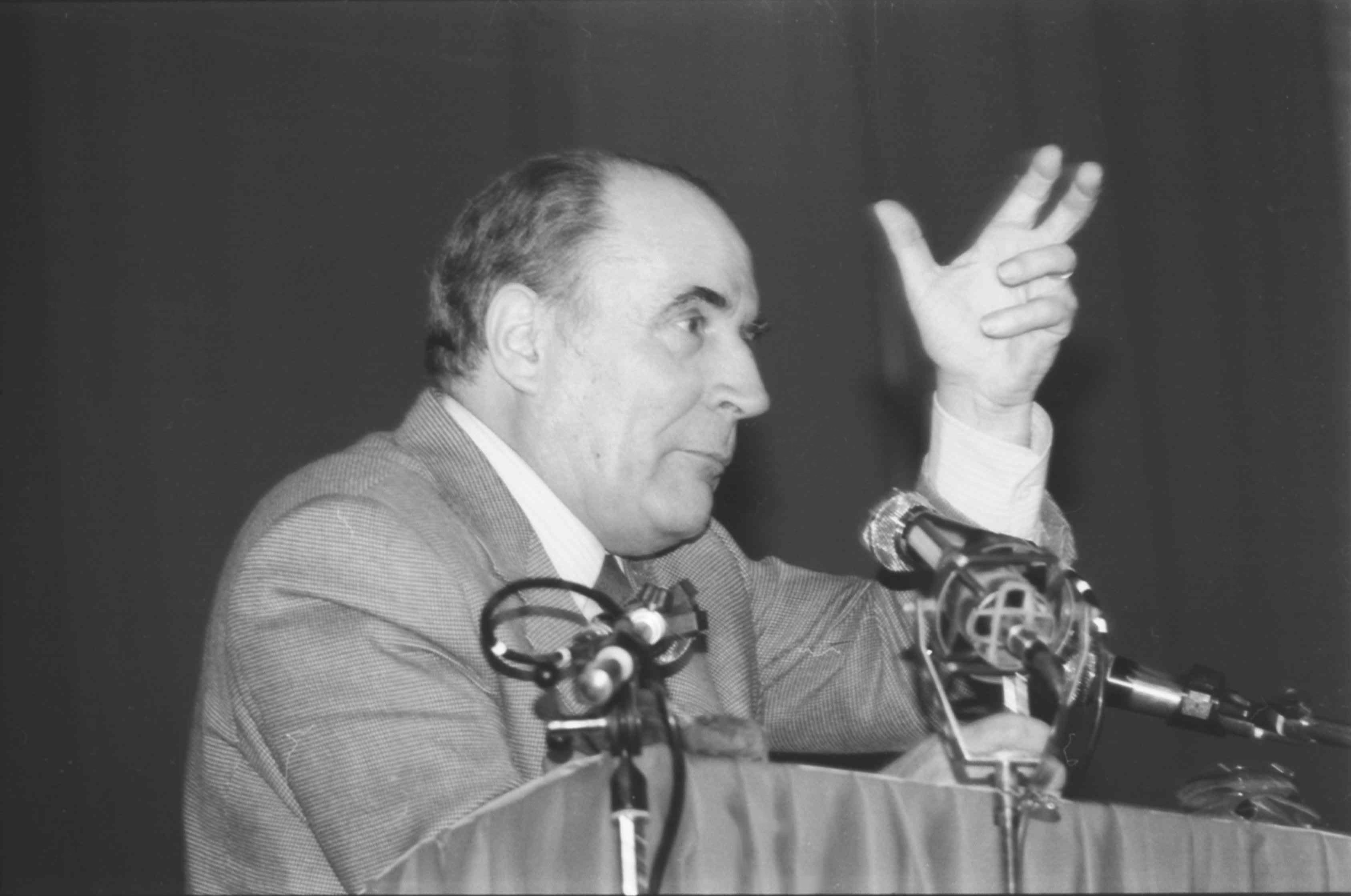
Mitterrand in campagna elettorale a Caen nel 1981.

Il 25 novembre 1962 ritrova il suo posto di deputato della Nièvre e abbandona quello di senatore. Nel 1964 fonda la Convention des Institutions Républicaines (CIR) ed è eletto presidente del consiglio generale della Nièvre. Nel 1965, benché sia rappresentante di una piccola formazione politica, è l'unico candidato di sinistra alle elezioni presidenziali. A causa della presenza della candidatura centrista di Jean Lecanuet che raccoglie il 15% dei suffragi, De Gaulle non raggiunge la maggioranza assoluta al primo turno e si ritrova quindi ad affrontare il ballottaggio contro Mitterrand. Quest'ultimo ha l'appoggio di tutta la sinistra, ma al secondo turno ottiene il 45% dei voti e non viene eletto.
Gli eventi del Maggio francese non colgono Mitterrand impreparato. Il 28 maggio 1968 ritiene che sia venuto il suo momento e dichiara: "il convient dès maintenant de constater la vacance du pouvoir et d'organiser la succession" (è meglio considerare da subito il potere come vacante e organizzare la successione). Questa dichiarazione fa seguito all'assenza di De Gaulle, che in quei giorni si trova a Baden Baden per consultare il generale Massu. Il primo ministro Georges Pompidou è praticamente lasciato da solo a misurarsi con la rivolta studentesca. Pierre Mendès-France inizia le trattative per formare un governo provvisorio, e Mitterrand dichiara che, in caso di dimissioni di De Gaulle, egli sarà candidato alla presidenza della Repubblica. De Gaulle tuttavia rientra a Parigi, e il 30 maggio una manifestazione di massa promossa dal movimento gollista travolge le velleità di un cambiamento.

#### Gli anni '70
Nel giugno 1971, durante il Congresso di Épinay, avviene la fusione della Convention des Institutions Républicaines promossa da Mitterrand con il Partito Socialista Francese creato nel 1969 sulle ceneri della SFIO. I vecchi notabili come Guy Mollet sono definitivamente emarginati, e François Mitterrand è eletto primo segretario (resterà in carica fino all'elezione a presidente della Repubblica). Nel giugno 1972 Mitterrand firma un programma comune con il Partito Comunista Francese e con il piccolo Partito radicale di Robert Fabre, e adotta una linea smaccatamente anticapitalistica. Dato per favorito dai sondaggi, il 19 maggio 1974 perde di misura le elezioni presidenziali contro Valéry Giscard d'Estaing, raccogliendo il 49,2 % dei voti al secondo turno.

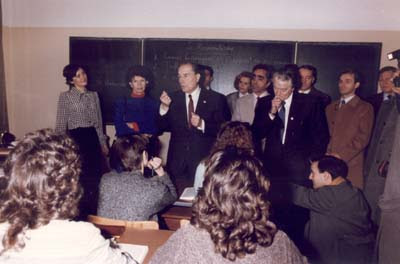
Mitterrand durante la visita in una scuola superiore.

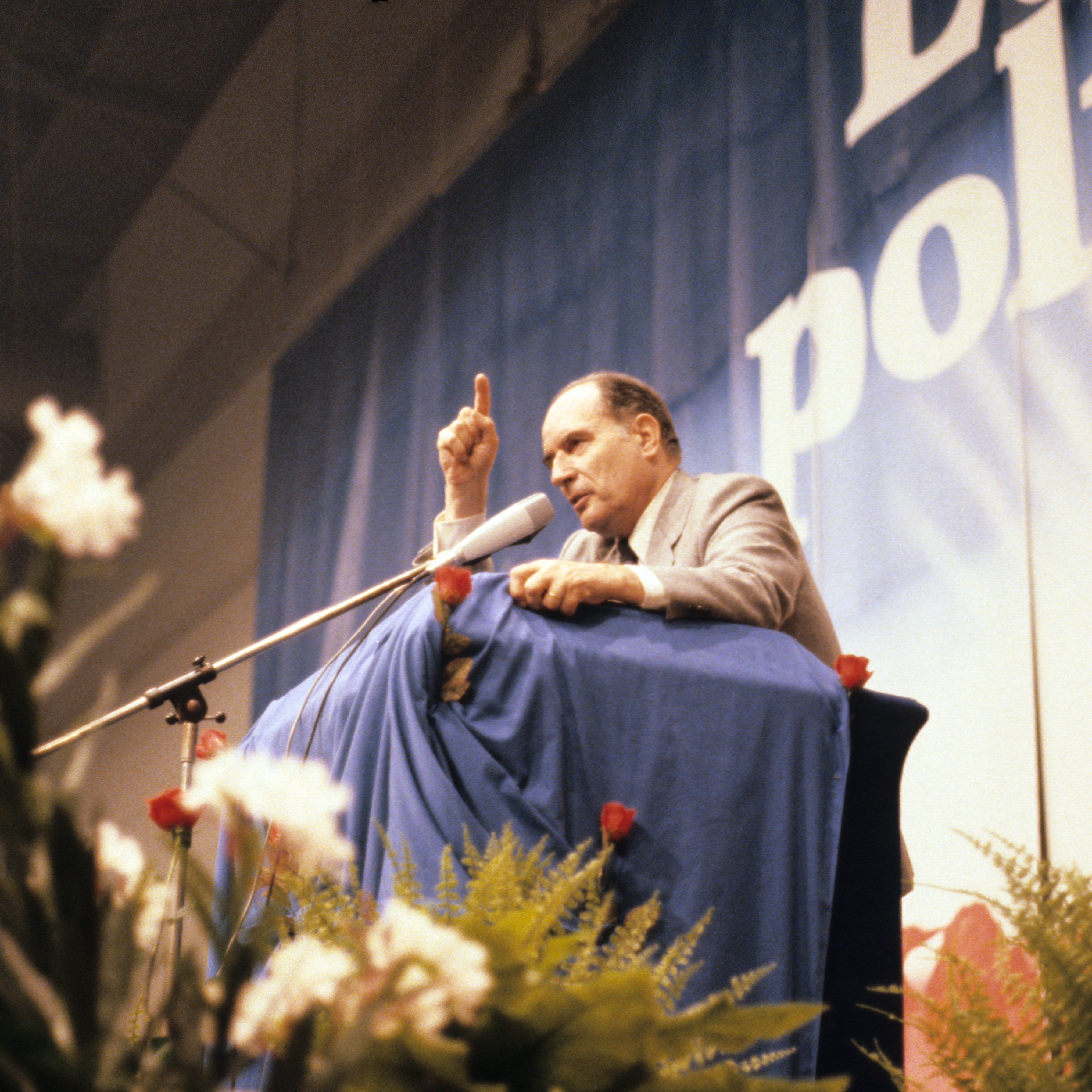
Mitterrand a Strasburgo il 19 aprile 1981.

Risale a questo periodo la consapevolezza che con gli strumenti istituzionali offerti dalla Costituzione della V Repubblica la sinistra francese avrebbe potuto superare il divario rappresentato da quello che in altre realtà europee era stato definito il fattore K (cioè l'handicap per la sinistra costituito dalla presenza di una forza politica antisistema come il partito comunista): secondo fonti diplomatiche, quando venne all'ambasciata d'Italia per una colazione ristretta a poche persone, verso la metà degli anni settanta, disse spregiudicatamente che la sua strategia sarebbe stata dettata dalle circostanze. Se il partito socialista avesse vinto le elezioni politiche e conquistato la maggioranza in parlamento, la Francia sarebbe stata «parlamentare». Se lui, Mitterrand, avesse vinto le elezioni presidenziali, la Francia sarebbe stata presidenziale.
Nel settembre 1977 segna la rottura del programma comune della sinistra. Nel 1978, quando tutti i pronostici danno per certa la vittoria delle sinistre alle elezioni legislative, non riesce a ottenere la maggioranza all'Assemblée Nationale: in compenso, rovescia i rapporti di forza a sinistra e "per la prima volta il PS supera il PCF. È il preludio al primato socialista a sinistra" Al congresso di Metz dell'aprile 1979 si allea con Jean-Pierre Chevènement contro Michel Rocard (nel frattempo entrato nel PS) per rimanere alla guida del partito. 

#### La corsa alle elezioni presidenziali del 1981
Nel gennaio 1981 è designato dal suo partito come candidato alle elezioni presidenziali, facendo naufragare le intenzioni di Michel Rocard che vorrebbe presentarsi, e adotta i "110 propositi" come programma. Conduce una innovativa campagna elettorale, appoggiandosi anche a un esperto pubblicitario come Jacques Séguéla, che gli suggerisce lo slogan divenuto famoso "La forza tranquilla", formula presa da un celebre discorso di Léon Blum del 1936.

### Presidente della Repubblica

#### Primo settennato

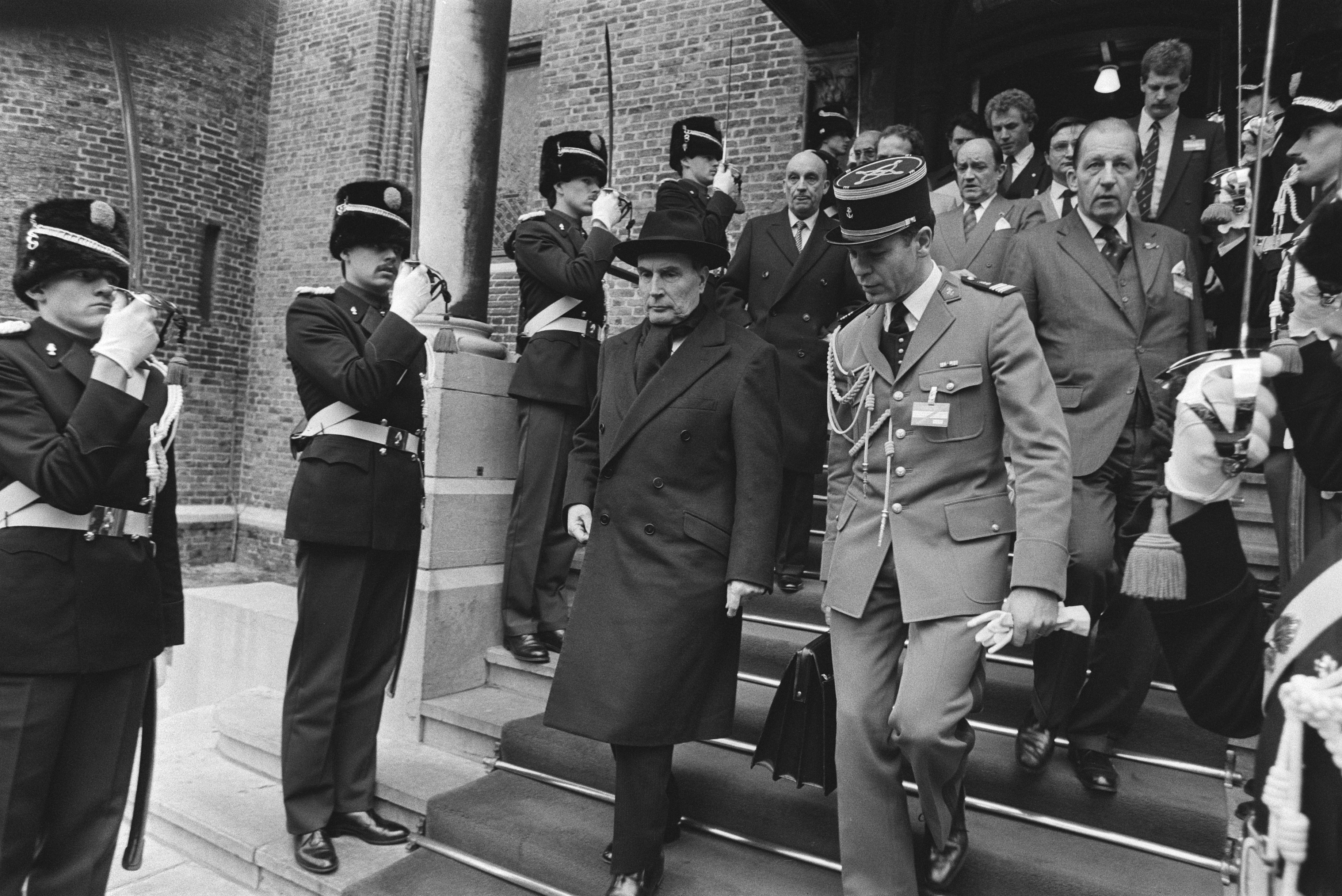
Il presidente Mitterrand nel 1984.

Il 10 maggio 1981 François Mitterrand è eletto presidente della Repubblica col 51,8 % dei voti, battendo il presidente uscente Valéry Giscard d'Estaing.
Il 21 maggio 1981 apre il suo settennato con una cerimonia al Pantheon di Parigi durante la quale rende omaggio a Jean Jaurès, Jean Moulin e Victor Schoelcher. Il suo primo governo è guidato dal socialista "moderato" Pierre Mauroy. Il giorno dopo scioglie l'Assemblée Nationale. Le successive elezioni danno la maggioranza assoluta al Partito Socialista, con la conseguenza di rendere non determinante l'appoggio del Partito Comunista al nuovo governo. Quindi, nomina un secondo governo di Pierre Mauroy, che ricomprende quattro ministri comunisti, scelti fra le personalità più moderate del partito, a cui sono affidati incarichi secondari.
Nel 1984 Mauroy cede il posto a Laurent Fabius, scelto da Mitterrand anche in virtù della giovane età, e il nuovo governo - che abbandona il piano delle nazionalizzazioni per una politica economica deflattiva - non prevede ministri del PCF. Come previsto dai sondaggi, le elezioni politiche del 1986 si rivelano una disfatta per lo schieramento progressista, sia pure attenuata per effetto dell'introduzione dello scrutinio proporzionale al posto di quello maggioritario in vigore dal 1958. La vittoria di misura dei partiti di centro destra costringe Mitterrand a nominare primo ministro il suo principale avversario politico: il presidente del Raggruppamento per la Repubblica (RPR) Jacques Chirac. Inizia così il primo governo di "coabitazione", che tra attriti e polemiche di ogni genere durerà per due anni.
Eventi principali:
- 1981
  - Incrementato il salario minimo dei dipendenti pubblici del 10 %, gli assegni familiari e per gli affitti del 25 %
  - Abolizione della pena di morte su proposta del Guardasigilli Robert Badinter
  - Creazione di un'imposta patrimoniale (soppressa dal governo Chirac nel 1987 e reintrodotta nel 1988 dal governo Rocard sotto il nome di "imposta sul patrimonio", impôt sur la fortune)
  - Nazionalizzazione di banche e di grandi gruppi industriali
  - Autorizzazione delle radio locali private
  - Raddoppiati i fondi al Ministero della Cultura
  - Il 22 settembre è inaugurato ufficialmente dal presidente il servizio ferroviario del TGV
  - Legalizzazione massiva della presenza di migliaia di immigrati in situazione irregolare

- 1982

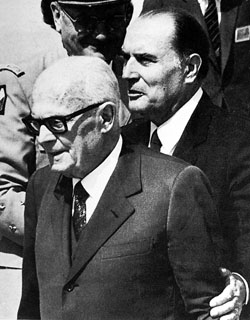
François Mitterrand con Sandro Pertini (1982).

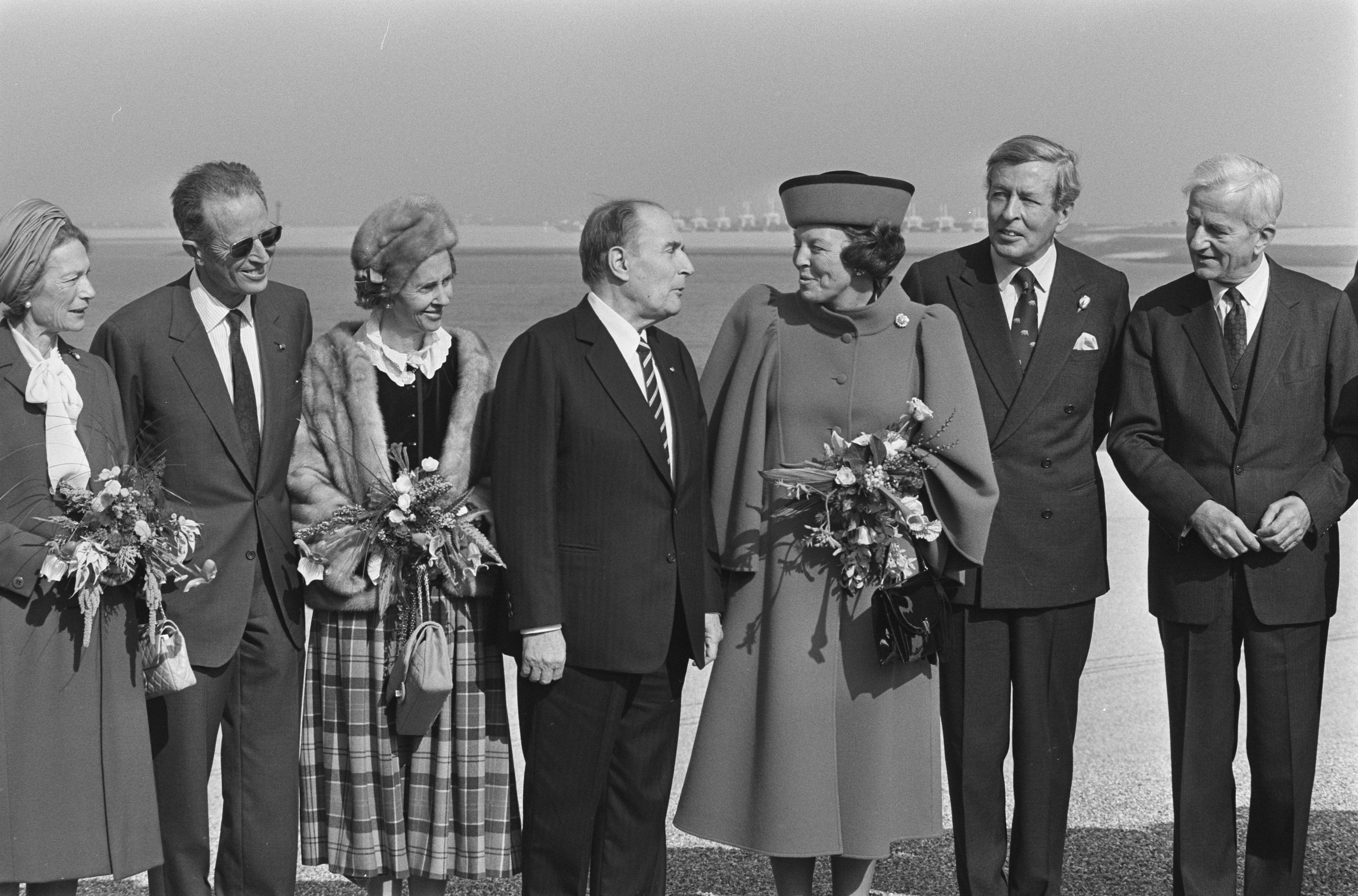
Mitterrand con la Regina Beatrice, Re Baldovino, la Regina Fabiola (alla sua sinistra), il Principe Claus, e il Presidente della Germania Ovest Richard von Weizsäcker (alla sua destra) il 4 ottobre 1986.

Da sinistra: il Principe Filippo di Edimburgo, la moglie del presidente della Repubblica Danielle Mitterrand, il Presidente Mitterrand, la Regina del Regno Unito Elisabetta II e il Primo Ministro del Canada Pierre Trudeau nel 1984.

  - Settimana di 39 ore (durata legale del lavoro)
  - Quinta settimana di ferie pagate
  - La legge Auroux estende i diritti dei lavoratori nelle imprese
  - Pensione a 60 anni
  - Prima legge di decentramento, messa a punto dal ministro dell'interno Gaston Defferre
  - Prima visita di un capo di Stato in Israele
  - Irrigidimento del controllo dei cambi
  - Depenalizzazione completa dell'omosessualità, abrogazione dei tribunali permanenti delle forze armate (TPFA) e della legge "anti-vandalismi" (anti-casseurs).
  - Attuazione di intercettazioni telefoniche, rivelate solo qualche anno più tardi
- 1983
  - Terzo governo di Pierre Mauroy
  - Primo piano di rigore
  - Abrogazione della legge Peyrefitte detta Sécurité et liberté del 1981
  - Legge sull'indennizzo delle vittime di crimini e delitti
  - Espulsione di 47 diplomatici sovietici accusati di spionaggio
  - Attentato del Drakkar a Beirut (58 soldati francesi e 239 americani uccisi)
- 1984
  - Il 1º gennaio, la Francia inizia la presidenza semestrale dell'Unione europea. Mitterrand rilancia la costruzione dell'Europa
  - Elezioni europee: buon risultato del Front National, crollo del Partito Comunista Francese
  - Legge sulla formazione professionale
  - Abbandono del progetto di legge sull'insegnamento dopo la manifestazione con più di un milione di persone per l'insegnamento libero
  - Nuovo governo di Laurent Fabius, fine della partecipazione dei comunisti al governo
  - Liberalizzazione del sistema radiotelevisivo, creazione dei primi canali di televisione privata
  - Il 20 maggio 1984, il presidente Mitterrand inviò una lettera di ringraziamento e una medaglia commemorativa al villaggio svizzero di Bourg-Saint-Pierre, poiché il 20 maggio 1800 aveva fornito utensili, legname, forza lavoro, ecc. all'esercito francese e, per quasi duecento anni, forte di una promessa di pagamento vergata da Napoleone, aveva continuato a reclamare nei confronti del governo francese il pagamento dell'insoluto, saldando così finalmente lo storico debito.[17]
- 1985
  - Il ministro dell'economia Jacques Delors diventa presidente della Commissione europea (e lo resta fino al 1995)
  - Inaugurazione della Géode al parco della Villette a Parigi
  - Lo scandalo Rainbow Warrior coinvolge i servizi segreti francesi e provoca le dimissioni del ministro della Difesa Charles Hernu
  - Instaurazione della legge proporzionale alle elezioni legislative previste per l'anno successivo

- 1986

Mitterrand con Bettino Craxi.

  - Inaugurazione della Cité des Sciences a Parigi
  - La destra vince le elezioni legislative. Jacques Chirac forma un nuovo governo
  - Iniziano i lavori per l'Eurotunnel sotto la Manica
  - Inaugurazione del Museo d'Orsay a Parigi
  - Privatizzazioni
  - Intervento militare francese ("operazione Épervier") nella guerra libico-ciadiana
- 1987
  - Inaugurazione dell'Istituto del Mondo Arabo a Parigi
- 1988
  - Inaugurazione della Piramide del Museo del Louvre realizzata nell'ambito del progetto Grand Louvre.
  - Il 5 novembre 1988 la Francia realizza nelle acque dell'atollo di Mururoa un'esplosione nucleare di 50 chilotoni ripetuta poi il 24 novembre dello stesso anno.

#### Secondo settennato

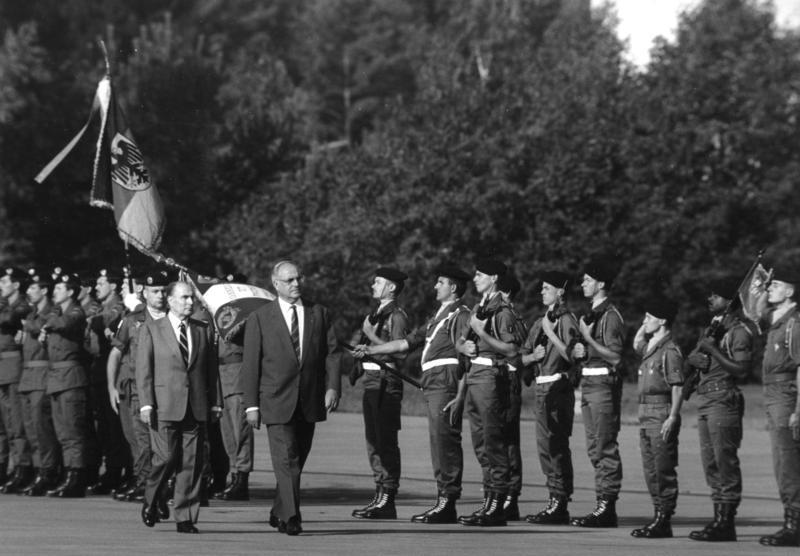
Il Presidente Mitterrand insieme al Cancelliere federale della Germania Ovest Helmut Kohl nel 1987.

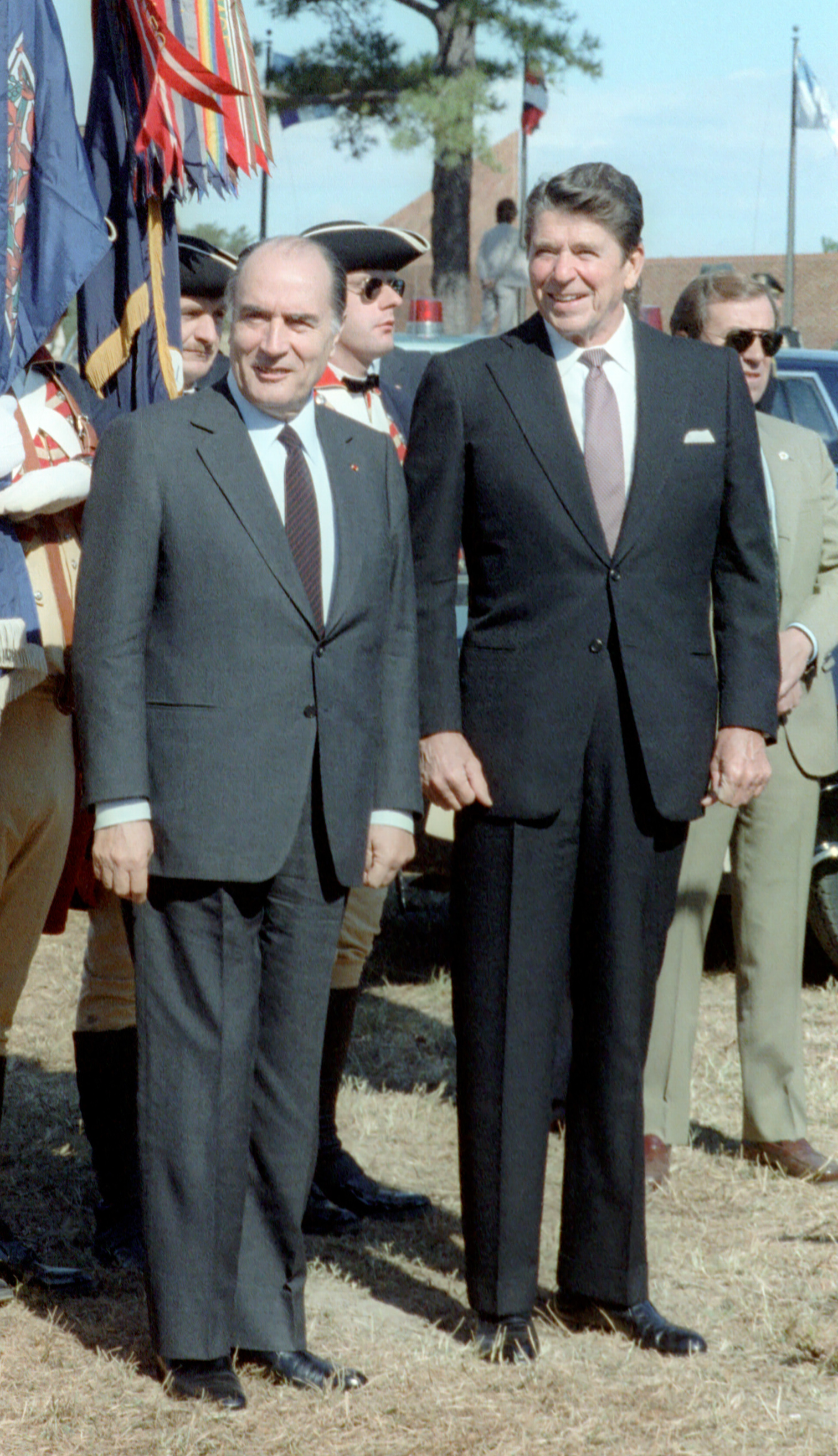
Il Presidente Mitterrand insieme al Presidente Ronald Reagan.

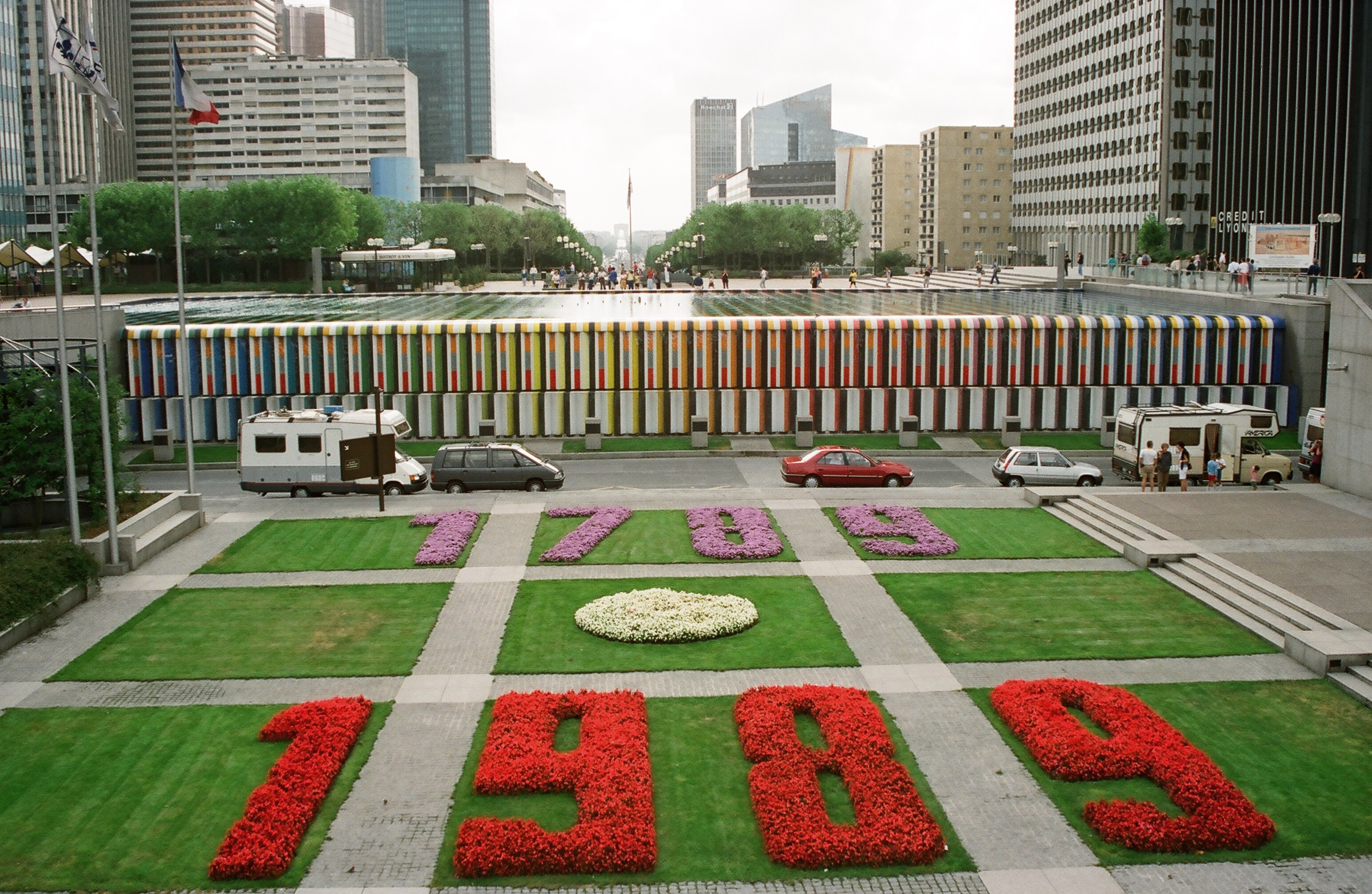
A cavallo tra gli anni '80 e '90 (e specialmente nel 1989) Mitterrand inaugurò una serie di opere pubbliche importanti, soprattutto i "Grands Projets" che avrebbero in parte rivoluzionato e rivitalizzato la capitale francese.

Benché consapevole, fin dal 1982, di essere colpito da un cancro alla prostata (circostanza di cui terrà nascosta l'esistenza per ben dieci anni), decide di ricandidarsi alle presidenziali del marzo 1988. Fa così naufragare le ambizioni di Michel Rocard, che riteneva ormai arrivato il suo momento. L'8 maggio François Mitterrand è eletto nuovamente Presidente della Repubblica battendo il primo ministro uscente Jacques Chirac con il 54% dei voti. Il 10 maggio, nomina primo ministro il suo antagonista storico Michel Rocard, il quale forma un governo formato da socialisti, da esponenti della "società civile" e anche da personalità provenienti dai partiti centristi. L'obiettivo è ottenere la maggioranza nel parlamento, eletto nel 1986 e dominato dal centrodestra. Ma l'ouverture (l'apertura) è accolta con freddezza dagli esponenti dei partiti di centro e, di conseguenza, Mitterrand si risolve a sciogliere l'Assemblée Nationale. Alle elezioni, tenutesi nel maggio 1988 i socialisti insieme ai partiti alleati ottengono una maggioranza piuttosto ristretta. All'indomani della competizione elettorale, Rocard forma un nuovo governo con un numero più ampio di ministri estranei alla politica e di esponenti dei partiti di centro. 

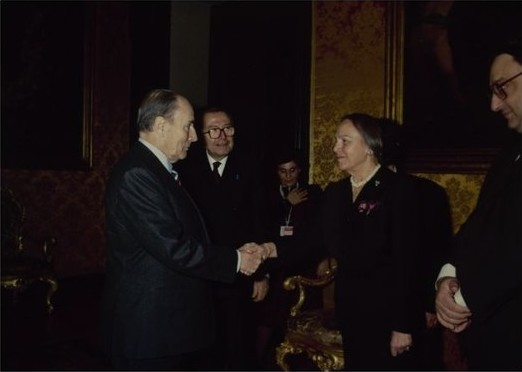
François Mitterrand viene salutato da Nilde Iotti, con alla sua sinistra Giulio Andreotti e alla destra Gianni De Michelis, durante la Conferenza dei parlamentari della Comunità Europea nel 1990.

La seconda metà degli anni '80 è un intenso periodo di inaugurazioni di grandi opere pubbliche, specialmente dei "Grands Projets" parigini in occasione del bicentenario della rivoluzione francese. A livello internazionale, però, il contemporaneo crollo del Muro di Berlino e lo sviluppo dell'Affaire URBA colgono Mitterrand impreparato: oscilla tra disegni anti-tedeschi non sostenuti dalla storia e dalle forze in campo e l'intuizione di convertire la richiesta tedesca di legittimazione internazionale della riunificazione in un nuovo impulso per l'integrazione europea: con Maastricht, alla fine è questa seconda linea che prevale. A livello interno, la convivenza fra Primo ministro e Presidente della Repubblica si rivela ben presto insostenibile. Nel maggio 1991, sostituisce Michel Rocard con Édith Cresson, un'esponente di secondo piano del Partito Socialista, da sempre una fedelissima di Mitterrand. Per la 'tangentopoli' che si stava sviluppando, si propose un decreto per condonare tutti gli illeciti commessi fino ad allora, ma la proposta di legge fu subito ritirata perché scoperta dalla stampa. L'inchiesta proseguirà negli anni successivi fino a divampare nel 1992.

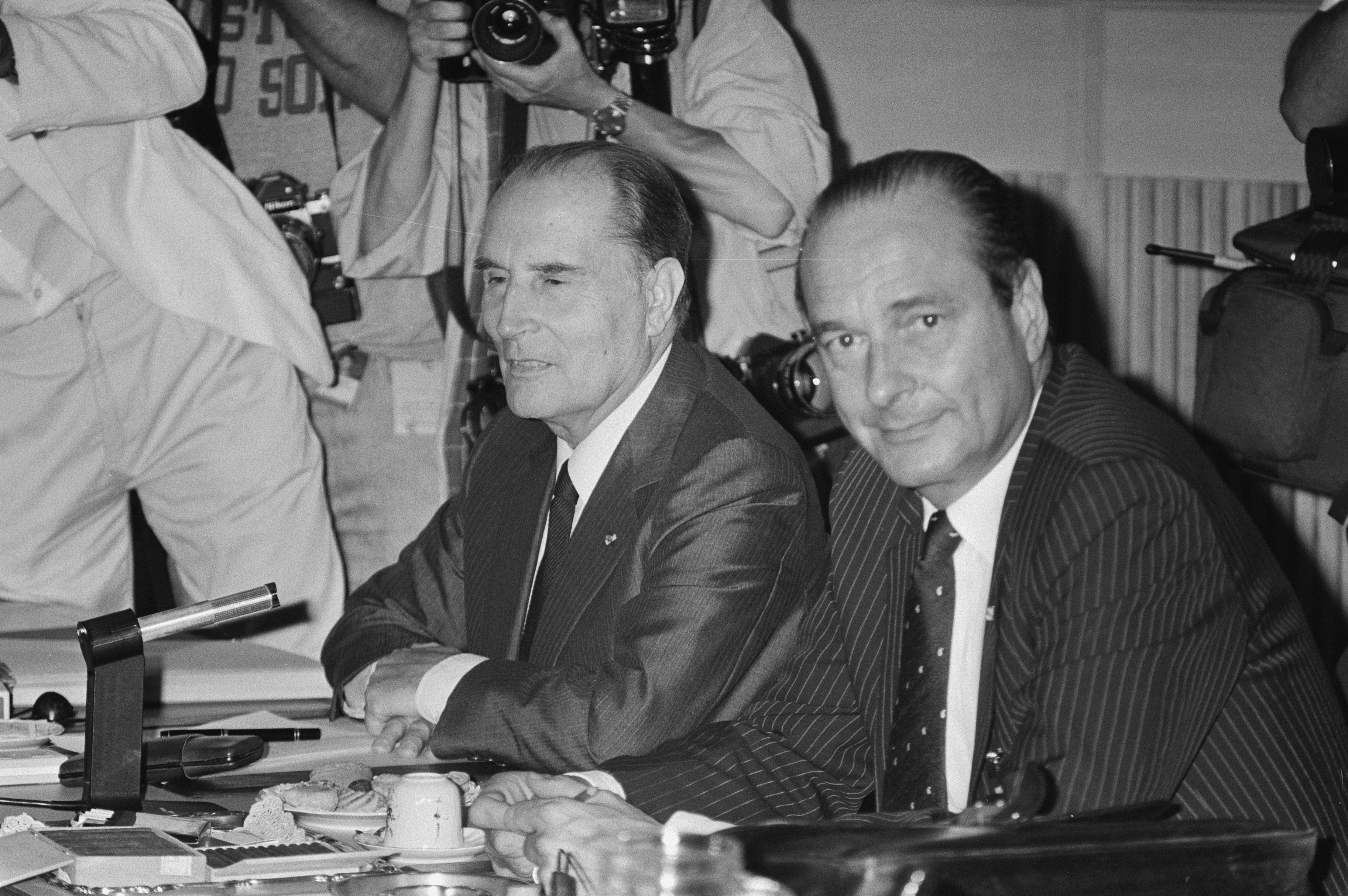
François Mitterrand insieme a Jacques Chirac.

Mitterrand con il Direttore Generale dell'Unesco Amadou-Mahtar M'Bow.

In un primo momento il fatto che il primo ministro sia una donna (una novità assoluta per la Francia, che rimarrà un caso unico fino al 2022) sembra giovare all'immagine del presidente della Repubblica, ma la scelta si rivela ben presto un autogol a causa soprattutto delle prese di posizione della Cresson. Dopo dieci mesi, anche a causa della disfatta dei socialisti alle elezioni regionali del 1992, la Cresson deve cedere il posto al ministro dell'economia Pierre Bérégovoy. Ma ormai la crisi è irreversibile, lo stesso Bérégovoy è indebolito da una campagna di stampa e alle elezioni legislative del marzo 1993 lo schieramento di centrodestra ottiene una vittoria schiacciante, conquistando l'85% dei seggi dell'Assemblée Nationale. È incaricato di formare il nuovo governo l'esponente di punta del RPR Édouard Balladur, e Mitterrand, ormai in preda ai sintomi evidenti della malattia che ha dovuto rivelare pubblicamente l'anno prima, accetta di buon grado di assumere un ruolo defilato durante la seconda coabitazione. Il 1º maggio 1993, Pierre Bérégovoy, in preda a una forte depressione, si suicida.

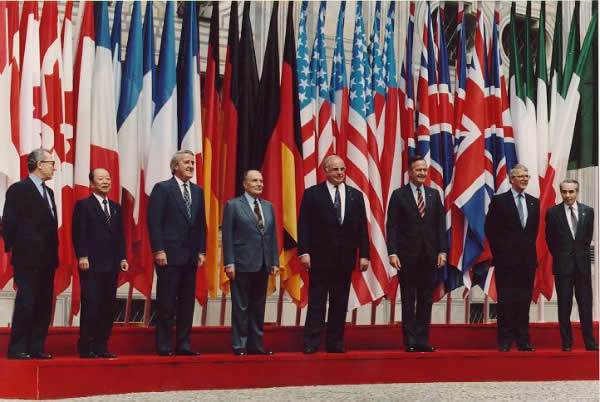
Foto di gruppo dei leader del G7 a Monaco di Baviera, in Germania, 8 luglio 1992.

Ai suoi funerali Mitterrand attacca violentemente i giornalisti che avevano messo in dubbio l'integrità dell'ex Primo ministro, definendoli "cani". Gli ultimi due anni del secondo settennato di François Mitterrand sono caratterizzati da un'atmosfera di "fine regno" a causa dell'aggravarsi delle condizioni di salute del presidente, delle rivelazioni dell'esistenza della figlia naturale e dei suoi trascorsi a Vichy, e del suicidio di uno dei suoi ex collaboratori all'interno dello stesso Palazzo dell'Eliseo. Incominciano anche le polemiche sull'esistenza di una cellula all'Eliseo incaricata, tra l'altro, di effettuare delle intercettazioni telefoniche (il processo si terrà nel 2005). Il 7 maggio 1995 Jacques Chirac è eletto Presidente della Repubblica, e il 17 maggio, con il passaggio delle consegne, termina il secondo mandato di François Mitterrand.
Eventi principali:
- 1988:

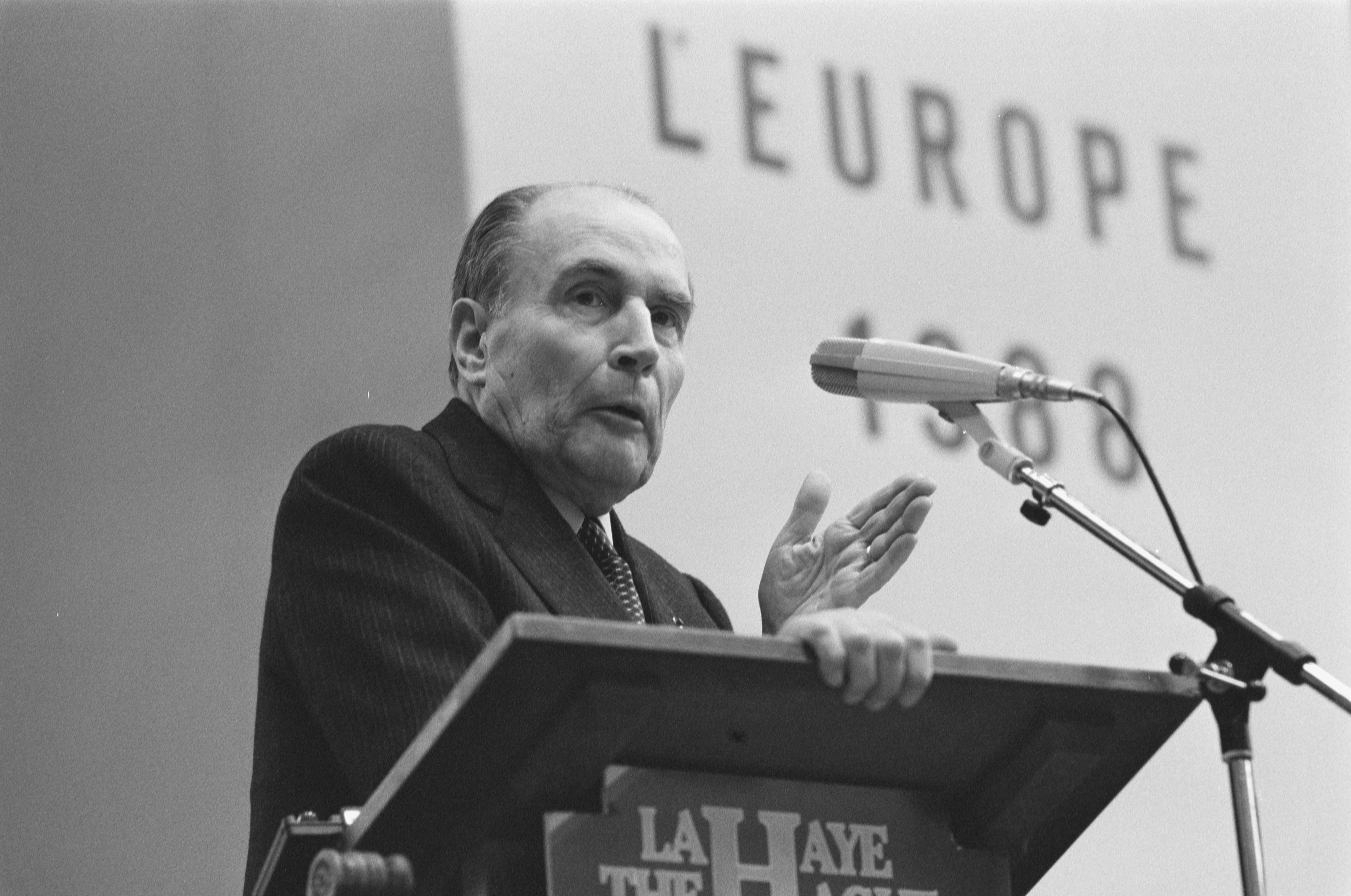
Francois Mitterrand nel 1988.

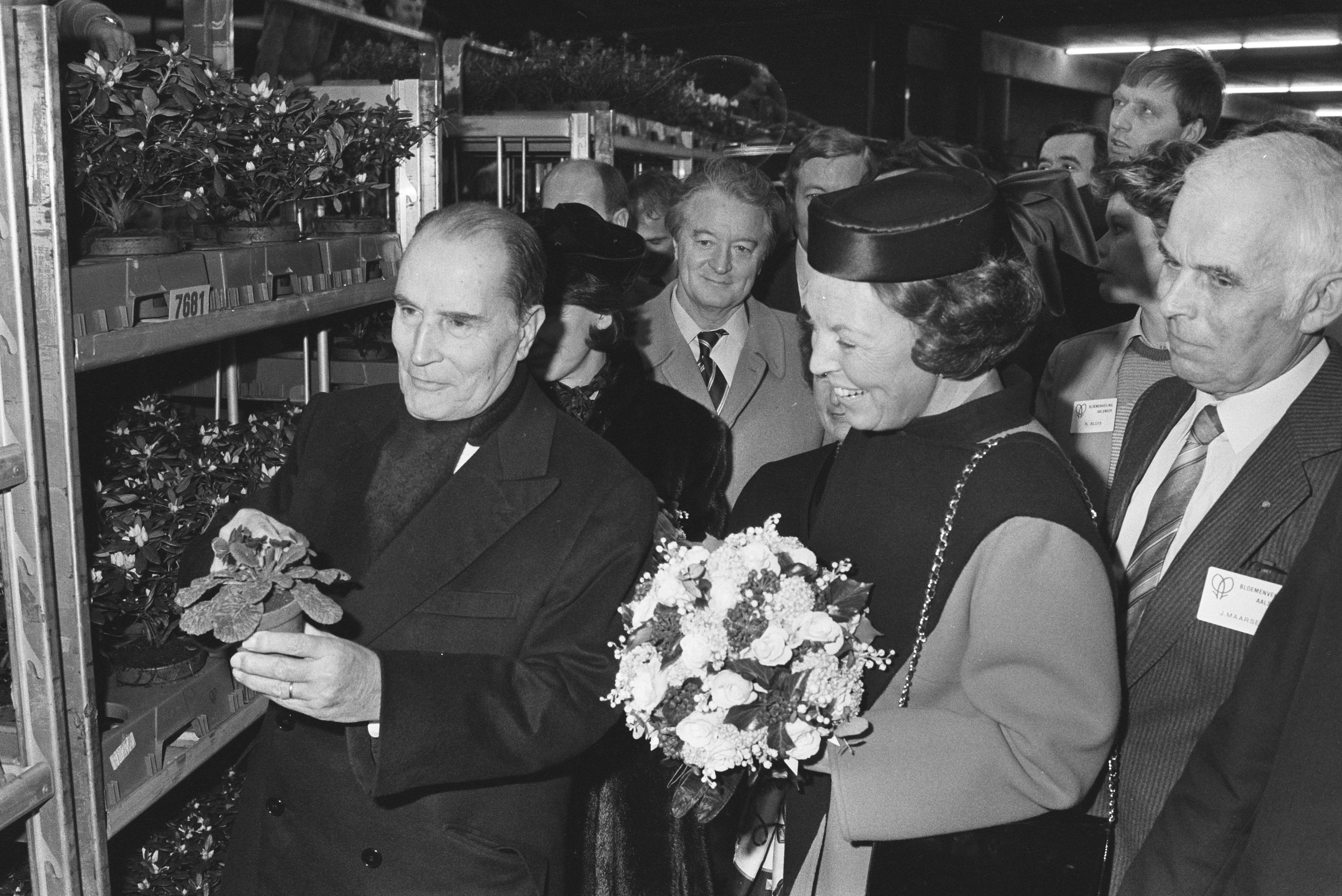
Mitterrand con la Regina dei Paesi Bassi Beatrice.

  - Gli accordi di Matignon mettono fine al conflitto in Nuova Caledonia
  - Creazione di un salario minimo di inserimento
- 1989:
  - Inaugurazione del Grande Louvre
  - Inaugurazione dell'Opéra Bastille
  - Bicentenario della Rivoluzione francese
  - Legge proposta dal ministro Jospin sull'educazione nazionale
  - Legge proposta dal ministro dell'interno Pierre Joxe sull'immigrazione

- 1990:

Mitterrand mentre si dirige ad assistere ad una riunione nel 1989.

  - Creazione della Banca europea per la ricostruzione e lo sviluppo
  - Creazione del contributo sociale generalizzato (CSG)
  - Firmati gli accordi di Schengen
  - In un discorso ritenuto importante per le relazioni con l'Africa, Mitterrand dichiara che "Le vent de liberté qui a soufflé à l'Est devra inévitablement souffler un jour en direction du Sud [...] Il n'y a pas de développement sans démocratie et il n'y a pas de démocratie sans développement." (il vento di libertà che ha soffiato nell'Est dovrà inevitabilmente soffiare un giorno in direzione del Sud [..] Non c'è sviluppo senza democrazia e non c'è democrazia senza sviluppo).
  - La legge Gayssot vieta i propositi negazionisti e rafforza la legislazione contro il razzismo
  - Legge proposta dal guardasigilli Pierre Arpaillange sul finanziamento dei partiti politici: abbassamento del tetto massimo delle spese, innalzamento delle sovvenzioni pubbliche

- 1991:

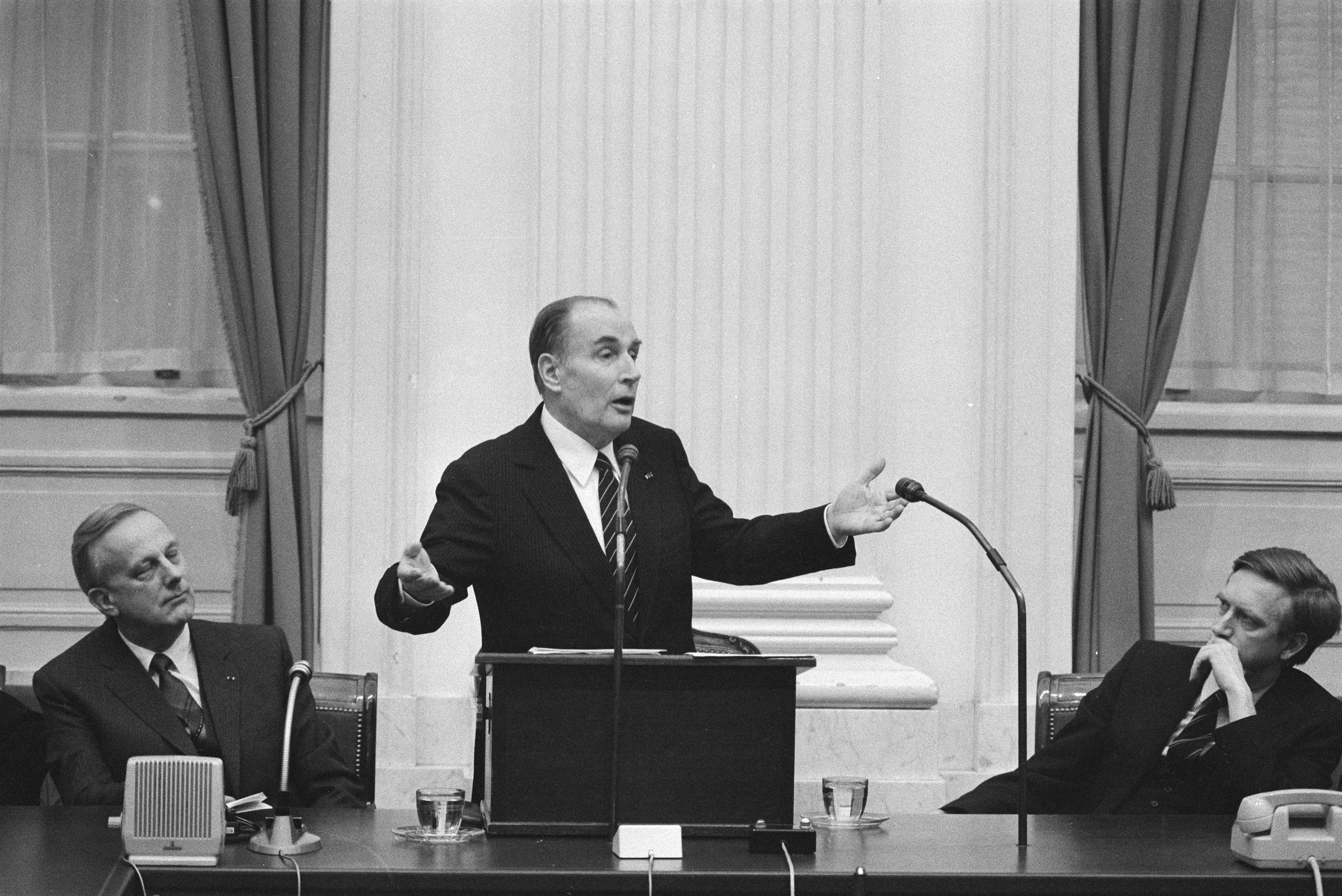
Mitterrand durante un discorso in Germania.

  - Partecipazione della Francia alla guerra del Golfo
  - Nuovo statuto per la Corsica predisposto dal ministro dell'interno Pierre Joxe
  - Regolamentazione delle intercettazioni telefoniche
  - Édith Cresson prima donna primo ministro
  - Affaire Urba: come tutti i partiti politici il PS ha ricorso a mezzi illeciti per finanziarsi, in assenza di contributi pubblici fino al 1988 e giudicando questi insufficienti nel periodo 1990-93. Nonostante il partito non sia ricorso a metodi più contestabili di altri (niente valigie piene di soldi o lavori fittizi), è il primo ad essere duramente toccato.
- 1992:
  - Creazione del codice di consumo
  - Adozione del referendum sul trattato di Maastricht. La popolarità di Mitterrand tocca il minimo
- 1993:
  - Legge proposta dal ministro dell'economia Michel Sapin sul finanziamento dei partiti politici e lotta anticorruzione: abbassamento del tetto delle spese, indurimento della repressione
- 1994:
  - Cinquantesimo anniversario dello sbarco in Normandia
  - Inaugurazione Casa Museo bambini d'Izeu il 24 aprile
  - Rivelazione dell'esistenza della figlia Mazarine
- 1995:
  - Inaugurazione della Biblioteca nazionale di Francia

## Lista dei Primi ministri nei due settennati
| Primo ministro   | da   | a    | Partito | Note                                    |
| ---------------- | ---- | ---- | ------- | --------------------------------------- |
| Pierre Mauroy    | 1981 | 1984 | PS      |                                         |
| Laurent Fabius   | 1984 | 1986 | PS      | Il Primo ministro più giovane (37 anni) |
| Jacques Chirac   | 1986 | 1988 | RPR     | Prima cohabitation della V Repubblica   |
| Michel Rocard    | 1988 | 1991 | PS      |                                         |
| Édith Cresson    | 1991 | 1992 | PS      | Prima donna Primo ministro              |
| Pierre Bérégovoy | 1992 | 1993 | PS      |                                         |
| Édouard Balladur | 1993 | 1995 | RPR     | Seconda cohabitation                    |

## Morte

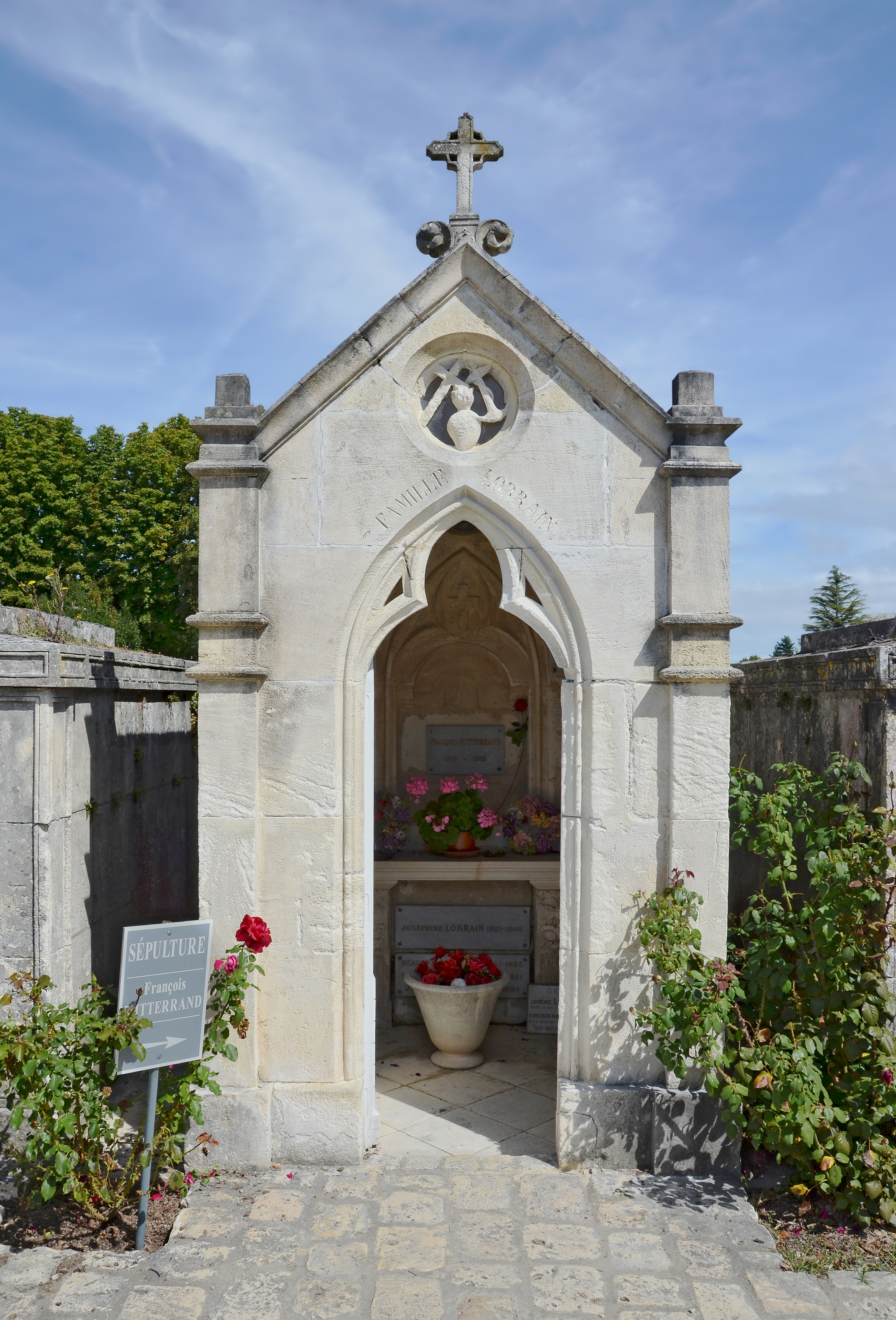
Tomba di François Mitterrand a Jarnac (Charente)

Nonostante la malattia, recidiva e aggravatasi, trascorre gli ultimi mesi di vita ricevendo visite e facendo viaggi (Stati Uniti, Italia, Egitto). Il 31 dicembre 1995 ascolta il discorso di fine anno del suo successore da semplice cittadino, proprio come aveva annunciato un anno prima, nel suo studio privato. Lucido fino all'ultimo, benché indebolito dalla malattia che gli provoca acute e prolungate sofferenze, muore l'8 gennaio 1996. In serata, il presidente della Repubblica Jacques Chirac apparirà sulle reti televisive pubbliche per tracciare un ricordo del suo predecessore, usando parole dense di commozione e rispetto.
All'indomani della morte il quotidiano della sera Le Monde rivela che l'esistenza della malattia era accertata fin dal 1982 e un suo ex medico di fiducia pubblica un rapporto che ripercorre l'evoluzione del male. I giornalisti Denis Demonpion e Laurent Leger hanno sostenuto, nel saggio L'ultimo tabù. Rivelazioni sulla salute dei presidenti, che Mitterrand sia morto per eutanasia o suicidio assistito; uno dei figli, Gilbert, ha affermato che ciò è possibile, anche se «solo una persona sa la verità, ma non dirà mai nulla». Anne Pingeot ha infine rivelato, nel 2015, che fu al fianco di Mitterrand la notte che morì, uscendo dall'appartamento prima che il dottore chiamato al capezzale praticasse, su esplicita richiesta dell'ex presidente, l'eutanasia attraverso un'iniezione.
Il suo funerale, l'11 gennaio 1996, darà l'opportunità di vedere fianco a fianco le sue due famiglie, quella ufficiale e quella non ufficiale. Una messa privata ha luogo nella chiesa di San Pietro a Jarnac, nella Charente (durante questa cerimonia, il suo labrador di nome Baltique resta fuori dalla chiesa, tenuto al guinzaglio da Michel Charasse). Una messa ufficiale ebbe luogo nello stesso momento nella cattedrale di Notre-Dame a Parigi, celebrata dal cardinale Lustiger alla presenza della classe politica francese e di 200 personalità straniere, tra cui diverse decine di capi di Stato e di governo: Ranieri III, la regina Margherita, Fidel Castro, Yasser Arafat, il principe Carlo, John Major, Helmut Kohl (commosso), Al Gore, Boris Eltsin, Alberto II, Juan Carlos, Shimon Peres,  ecc. L'11 gennaio 1996 è dichiarato giorno di lutto nazionale.
François Mitterrand riposa nel cimitero di Jarnac, nella Charente, nella tomba di famiglia. Inizialmente aveva deciso di essere sepolto sulla cima del monte Beuvray, ma dovette cambiare idea nel 1995, di fronte alle polemiche suscitate da questo annuncio. 
Nel 2016 l'ex Presidente è stato ricordato, nel 100º anniversario della sua nascita, con una moneta da 2 euro commemorativa a circolazione ordinaria coniata dalla Zecca di Francia.

## Soprannomi
A Mitterrand era attribuito il soprannome "le Florentin", per sintetizzare la maniera con cui avrebbe fatto della politica un'arte pragmatica e a tratti spregiudicata, seguendo la lezione del Machiavelli: va detto peraltro che la scuola di statisti fiorentini legata a Caterina de' Medici non lasciò buona fama nella letteratura francese, a partire dai romanzi storici di Balzac per finire con la filmografia più recente (l'interpretazione della Regina madre, appunto la Medici, effettuata da Virna Lisi ne La Regina Margot di Patrice Chéreau, non a caso è datata 1994, anno verso la fine dell'"epoca Mitterrand"); inoltre pesa - nella sedimentazione semantica francese - il fatto che in rue Saint-Florentin fosse ubicata la casa di Talleyrand, passato nell'immaginario collettivo d'Oltralpe come il maestro degli intrighi e dei cambi di casacca (fu in quell'abitazione che il 31 marzo 1814 fu ricevuto lo zar Alessandro I di Russia, entrato trionfatore a Parigi dopo la caduta di Napoleone). Altro soprannome fu "la Sfinge", per la sua grande passione verso l'Antico Egitto.. Un altro soprannome ancora è "Mimi l'amoroso", ispirato al successo della cantante italo-francese Dalida "Gigi l'amoroso" per la sua presunta relazione extraconiugale con la cantante tra il 1979 e il 1981, quando arrivò all'Eliseo.

## Immagine pubblica
Mitterrand curò molto la sua immagine pubblica, con l'aiuto dell'esperto di comunicazione Jacques Séguéla. Nel 1980, in concomitanza della campagna per le elezioni presidenziali, Mitterrand cominciò a farsi vedere in pubblico indossando giacche di velluto a coste o completi chiari di cotone perennemente sgualciti, per seguire un suggerimento del suo consigliere alla comunicazione, che sosteneva che il candidato dello schieramento di sinistra dovesse avere un abbigliamento anticonformista; al matrimonio del principe Carlo d'Inghilterra con Diana Spencer il 29 luglio 1981, invece non ebbe esitazioni a presentarsi nel tight prescritto dal cerimoniale di corte. Sempre su consiglio di Séguéla, nel 1980 si fece incapsulare i canini superiori, perché troppo sporgenti.

## Critiche

### Politica estera: posizione nella guerra del Ruanda
Mitterrand venne aspramente criticato per la collaborazione, soprattutto commerciale ed economica, con i vertici del regime degli Hutu in Ruanda, segregazionista nei confronti dei Tutsi, prima della guerra civile ruandese che portò al loro genocidio. La famiglia di Mitterrand aveva inoltre interessi d'affari in Africa, non solo in Ruanda (il figlio venne arrestato negli anni 2000 per traffico d'armi con l'Angola). Il giornalista Philip Gourevitch nel suo libro The Reversals of War attribuì a Mitterrand l'infelice frase «In questi Paesi un genocidio non è troppo importante». La frase, che potrebbe anche solo fotografare un dato di fatto, in senso critico (cioè sottolineare il colpevole disinteresse dei paesi ricchi per l'Africa), è in realtà apocrifa e non ci sono prove che Mitterrand l'abbia davvero pronunciata; contrasterebbe comunque molto con le dichiarazioni pubbliche e il fatto che, anche secondo osservatori neutrali come Nelson Mandela, la Francia si impegnò almeno apparentemente ad evitare il genocidio, mentre secondo altri ne fu complice, per non aver interrotto i rifornimenti di armi.

### Asilo politico concesso a terroristi
Un'altra critica riguarda la cosiddetta dottrina Mitterrand, che prevedeva l'asilo politico ai terroristi e guerriglieri rivoluzionari di altri paesi, se avessero accettato di deporre le armi. Di questa disposizione usufruirono molti brigatisti rossi e terroristi di sinistra italiani come Cesare Battisti, ma anche baschi e nordirlandesi.

Mitterrand propose questa "dottrina" con lo scopo di indurre i terroristi a smettere con la violenza, e allo stesso tempo evitare che innocenti fossero perseguiti per le loro idee politiche radicali, mascherando l'accanimento giuridico sotto il generico reato di "terrorismo". L'origine della dottrina è da ricercare nella seduta del consiglio dei ministri del 10 novembre 1982, quando Mitterrand pronunciò le seguenti parole: «La Francia valuterà la possibilità di estradare cittadini di un Paese democratico autori di crimini inaccettabili», ma solo nel caso di richieste «avanzate da Paesi il cui sistema giudiziario non corrisponda all'idea che Parigi ha delle libertà», ossia solo se il sistema legale del paese che lo richiedeva fosse ritenuto adatto e rispettoso dei diritti, secondo il metro di giudizio francese. 
Il 21 aprile 1985, al 65º Congresso della Lega dei diritti umani (LDH), Mitterrand dichiarava che i criminali italiani che avevano rotto con il loro passato violento ed erano fuggiti in Francia, sarebbero stati protetti dall'estradizione in Italia:
 In seguito tale protezione fu estesa anche a chi aveva compiuto crimini dopo il 1981, se tali crimini non fossero in qualche modo diretti contro lo Stato francese.
Secondo Mitterrand, la legislazione emergenziale italiana sul terrorismo fu ritenuta, principalmente per l'ampio uso del pentitismo, del reato associativo (specie il concorso morale) e del processo contumaciale, oltre che per alcuni prassi informali ritenute non ortodosse (es. possibilità di non fare chiamare subito il legale dell'indagato, specie durante le prime ore dell'interrogatorio; arresti senza habeas corpus con detenzioni in luoghi speciali; metodi di interrogatorio irregolari e illegali autorizzati dal Ministero degli Interni; pressioni sui famigliari degli arrestati per sospetto fiancheggiamento, ecc.), come "non confacente" all'idea che egli e molti francesi avevano del diritto penale, per cui venne da allora rifiutata l'estradizione per quasi tutti i terroristi e attivisti degli anni di piombo rifugiatisi in Francia. Alcuni ottennero l'asilo politico, lo status di rifugiato e poi anche la cittadinanza francese, divenendo non estradabili..
Jacques Chirac, per quanto riguarda il periodo che va dal 1995 al 2002, mantenne la dottrina Mitterrand. Dopo la fine ufficiale della dottrina, decretata dai tribunali francesi, c'è stata comunque solo un'estradizione di un italiano (Paolo Persichetti) nel 2002, e quella di tre baschi, mentre altre sono state rifiutate dai successivi presidenti francesi per svariati motivi, non più legati alla dottrina Mitterrand (motivi di salute, non pericolosità, matrimonio con cittadini francesi, naturalizzazione, cavilli giuridici, ecc.).

## Opere e raccolte di testi di François Mitterrand

### In francese
- 1939: Pluie amie.
- 1940: Premier accord.
- 1945: Les Prisonniers de guerre devant la politique, ed. du Rond-Point.
- 1953: Aux frontières de l'Union française. Indochine-Tunisie, ed. Gulliard.
- 1957: Présence française et abandon, ed. Plon.
- 1961: La Chine au défi, ed. Julliard.
- 1964: Le Coup d'État permanent, Les débats de notre temps. Plon.
- 1969: Ma part de vérité (dialogo con Alain Duhamel), ed. Fayard.
- 1971: Un socialisme du possible, ed. du Seuil.
- 1971: La Convention des institutions républicaines: François Mitterrand et le socialisme, Parigi, Presses universitaires de France, 1971, 92 p. (testi raccolti da Danièle Loschark)
- 1973: La Rose au poing, ed. Flammarion.
- 1974: L'homme, les idées, le programme, ed. Flammarion.
- 1975: La Paille et le grain, ed. Flammarion.
- 1977: Politique I, ed. Fayard.
- 1978: L'Abeille et l'Architecte, ed. Flammarion.
- 1980: Ici et maintenant (dialogo con Guy Claisse), ed. Fayard.
- 1981: Politique II, ed. Fayard.
- 1986: Réflexions sur la politique extérieure de la France. Introduzione a 25 discorsi (1981-1985), ed. Fayard.
- 1995: Mémoire à deux voix (con Elie Wiesel), ed. Odile Jacob.
- 1996: De l'Allemagne, de la France, ed. Odile Jacob.
- 1996: Mémoires interrompus (dialoghi con Georges-Marc Benamou), ed. Odile Jacob.
- 1998: Les Forces de l'esprit. Message pour demain, ed. Fayard.
- Un libro dedicato a Napoleone III è stato in corso d'opera per le ed. Gallimard (Cf. "Faut-il réhabiliter Napoléon III?", Dossier della rivista L'Histoire, nº 211, giugno 1997).

### In italiano
- 1981: Qui e adesso: conversazione con Guy Claisse, Roma, Editori Riuniti.
- 1981: La paglia e il grano: cronache 1971-1981, Prefazione di Gilles Martinet, a cura di Mario Baccianini, Venezia, Marsilio.
- 1996: Memoriale a due voci, con Elie Wiesel, traduzione di Alessio Catania, Milano, Bompiani.
- 1998: Discorsi sull'Europa, 1982-1995, Napoli, Vivarium.

### Onorificenze straniere

François Mitterrand, Cavaliere dell'Ordine dei Serafini.